# Agustín Bernasconi

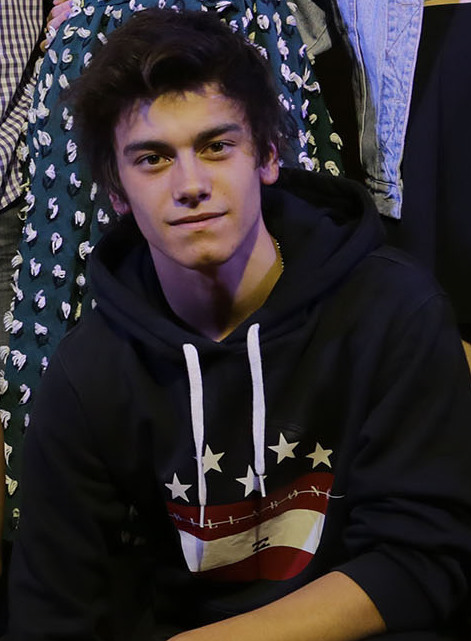
Agustín Bernasconi (2014)

Agustín Bernasconi (* 15. Oktober 1996 in Córdoba, Argentinien) ist ein argentinischer Schauspieler und Sänger.

## Leben
Bernasconi wurde als Sohn von Diego Bernasconi und Claudia Aspirate in Córdoba, Argentinien, geboren. Seine Schauspielkarriere begann er mit einer Hauptrolle als Manuelito in der Jugendserie Aliados.  International bekannt wurde Bernasconi durch die Rolle des Gastón Perida in der Disney Channel-Telenovela Soy Luna, die er von März 2016 bis April 2018 verkörperte. Er stand dort unter anderem mit Karol Sevilla, Ruggero Pasquarelli, Valentina Zenere und Michael Ronda vor der Kamera.
Auf YouTube lädt er auch Musik-Videos hoch. Dort singt er alleine oder mit Gästen wie Martina Stoessel, Michael Ronda oder seinen häufigsten Besuch: Ruggero Pasquarelli und Maxi Espindola.

## Filmografie

### Fernsehserien
- 2013–2014: Aliados, 40 Episoden
- 2016–2018: Soy Luna, Hauptrolle, 171 Episoden